# Matthew Waterhouse
Pour les articles homonymes, voir Waterhouse.
Matthew Waterhouse, né le 19 décembre 1961 à Hertford  est un acteur et écrivain anglais principalement connu dans les années 1980 pour son rôle d'Adric dans la série "Doctor Who."

## Enfance
Bien que né à Hertford dans le Hertfordshire, Matthew Waterhouse grandira principalement à Haywards Heath dans le Sussex de l'Ouest. Fils de notaire, il fait son éducation dans des écoles réputées comme le Shoreham College. Waterhouse était un grand fan de Doctor Who dès son plus jeune âge, racontant qu'il fut très longtemps « obsédé » par la série.

## Carrière

### Doctor Who
À l'âge de 19 ans, Matthew Waterhouse est pris pour tenir le rôle d'Adric un compagnon du personnage du Docteur, et devient le plus jeune acteur à avoir été choisi pour jouer ce rôle, notamment avec Sarah Sutton. Waterhouse n'avait joué qu'un seul rôle la télévision avant d'être auditionné. Apparaissant dans l'épisode « Full Circle », en octobre 1980, Waterhouse reste durant près de 11 épisodes au côté du Docteur, d'abord joué par Tom Baker puis par Peter Davison. Toutefois la dynamique autour du personnage d'Adric ne fonctionne pas et Waterhouse ne s'entend pas avec ses collègues, ce qui pousse le producteur John Nathan-Turner à le tuer dans l'épisode de mars 1982 « Earthshock ». De cette période, il dit avoir apprécié le plus jouer dans les épisodes « Black Orchid » et « The Keeper of Traken ».
Très attaché à l'univers de Doctor Who, il accepte de prêter son image à des documentaires autour de la série et à effectuer les commentaires DVD des épisodes où il apparaît. Il reprend aussi le rôle d'Adric pour des pièces audiophoniques avec le 5e Docteur.

### Autres rôles
Matthew Waterhouse continue sa carrière d'acteur à la télévision après un cours rôle au cinéma un thriller nommé The Killing Edge,, en 1986. En 1996 il se retrouve dans le pilote d'un téléfilm de science-fiction, Ghostlands au côté de Sylvester McCoy et Jacqueline Pearce.
Au théâtre, il apparaît dans des nombreuses adaptations de Shakespeare comme le Songe d'une nuit d'été, La Nuit des rois, Macbeth ou Hamlet. Il tient aussi différents rôles dans des adaptations théâtrale de Le Lion, la Sorcière blanche et l'Armoire magique ou de Peter Pan. Il écrit aussi son propre one-man show, Adventures of Huckleberry Finn
En 2013, on le retrouve dans une comédie hommage aux 50 ans de la série, intitulée The Five(ish) Doctors Reboot et dans laquelle il joue le rôle d'un des compagnons hantant les cauchemars de Steven Moffat.
Matthew Waterhouse a écrit aussi trois romans : Fates, Flowers: A Comedy of New York (2006) Vanitas: A Comedy of New York (2010) Precious Liars (2013) ainsi que son autobiographie intitulée Blue Box Boy.

## Vie personnelle
Depuis 1998, Matthew Waterhouse vit aux USA dans le Connecticut mais revient souvent en Angleterre à l'occasion de conventions autour de Doctor Who. En 2010 il révèle dans son autobiographie qu'il est homosexuel et vit avec son compagnon.

## Clin d'œil
Le nom de Matthew Waterhouse a été utilisé par les comédiens Matt Lucas et David Walliams pour nommer un personnage récurrent de l'émission à sketch Little Britain. Leur personnage est un inventeur bizarre. Deux autres personnages sont nommés selon des noms d'acteurs de Doctor Who, Michael Craze et Mark Strickson tandis que le programme a pour voix off Tom Baker.

## Sources
- (en) Cet article est partiellement ou en totalité issu de l’article de Wikipédia en anglais intitulé « Matthew Waterhouse » (voir la liste des auteurs).

1. ↑  Welcome to the Shoreham College Web Site
2. ↑  Doctor Who Magazine Interviews Adric Actor Matthew Waterhouse
3. ↑  1993 DWM interview
4. ↑  (en) « Matthew Waterhouse ('Doctor Who') interview », sur CultBox, 11 novembre 2013 (consulté le 2 septembre 2020).
5. ↑  Kev's Cupboard: The Killing Edge (1986)
6. ↑  The Killing Edge (1984) - IMDb
7. ↑  "The Five(ish) Doctors Reboot", BBC programmes, retrieved 26 novembre 2013
8. ↑  hirstpublishing.com
9. ↑  Doctor Who: Radio Free Skaro » Blog Archive » Doctor Who Podcast Alliance Interviews Matthew Waterhouse
10. ↑  Little Britain. Matthew Waterhouse - YouTube